# Sainte-Gemme-Moronval
Sainte-Gemme-Moronval is een gemeente in het Franse departement Eure-et-Loir (regio Centre-Val de Loire) en telt 732 inwoners (2004). De plaats maakt deel uit van het arrondissement Dreux.

## Geografie
De oppervlakte van Sainte-Gemme-Moronval bedraagt 5,5 km², de bevolkingsdichtheid is 133,1 inwoners per km².
De Eure stroomt centraal door de gemeente.

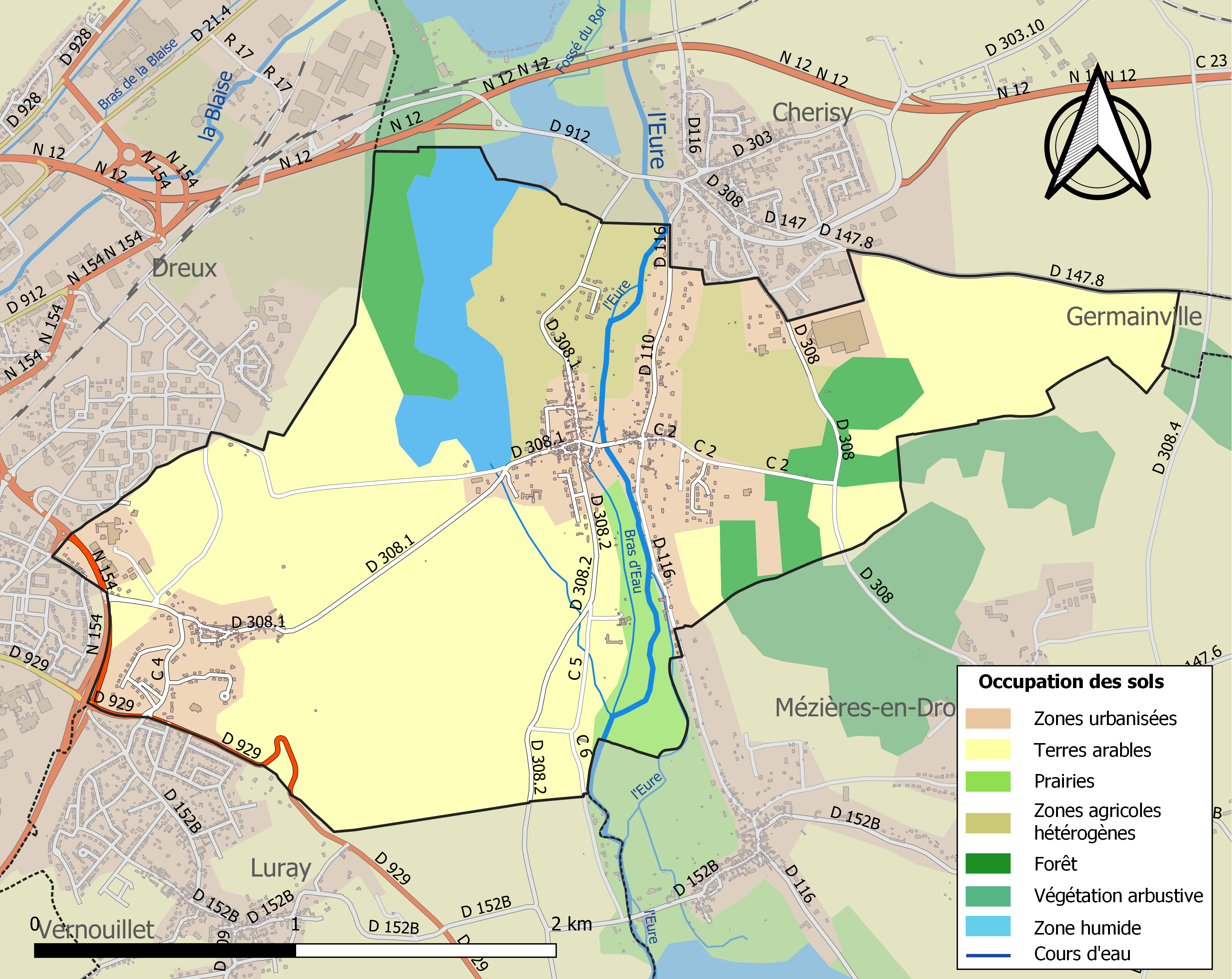
Kaart van de gemeente met de belangrijkste infrastructuur, bodemgebruik en omliggende gemeenten

## Demografie
Onderstaande figuur toont het verloop van het inwonertal (bron: INSEE-tellingen).